# Mistrzostwa Polski w Narciarstwie 1920
Mistrzostwa Polski w Narciarstwie 1920 – zawody sportowe, które odbyły się w 1920 w konkurencjach narciarskich w Polsce.

## Medaliści
| Dyscyplina              | Złoto                             | Srebro                          | Brąz                       |
| Kombinacja norweska     | Franciszek Bujak SNPTT Zakopane   |                                 |                            |
| Bieg seniorów           | Franciszek Bujak SNPTT Zakopane   |                                 |                            |
| Skoki seniorów          | Leszek Pawłowski SN Czarni Lwów   | Franciszek Bujak SNPTT Zakopane | Roman Łuszczyński AKT Lwów |
| Bieg kobiet             | Zofia Hołubianka SN AZS Kraków    |                                 |                            |
| Bieg z przeszkodami     | Aleksander Schiele SNPTT Zakopane |                                 |                            |
| Slalom                  | Ignacy Bujak SNPTT Zakopane       |                                 |                            |
| Wojskowy bieg patrolowy | Szkoła Wysokogórska w Zakopanem   |                                 |                            |